# Dissé-sous-Ballon
Dissé-sous-Ballon – miejscowość i dawna gmina we Francji, w regionie Kraj Loary, w departamencie Sarthe. W 2016 roku populacja ówczesnej gminy wynosiła 141 mieszkańców. 
Dnia 1 stycznia 2019 roku połączono dwie wcześniejsze gminy: Dissé-sous-Ballon oraz Marolles-les-Braults. Siedzibą gminy została miejscowość Marolles-les-Braults, a nowa gmina przyjęła jej nazwę. 